# Sander Tannen

Binnendüne in den Sander Tannen

Die Sander Tannen sind ein Waldrücken von etwa 1,5 Quadratkilometern Größe im Hamburger Stadtteil Lohbrügge direkt oberhalb vom Geesthang gelegen. Der Wald ist von drei Seiten von Wohnbebauung umgeben, im Süden zerschneidet ihn die Bundesstraße 5, die in den 1950er Jahren – nicht unumstritten – angelegt wurde.
Es handelt sich um einen Mischwald mit einigen nicht sehr großen Sanddünen. Hauptsehenswürdigkeiten sind ein Waldspielplatz sowie der alte Lohbrügger Wasserturm „Sander Dickkopp“, angelegt auf dem mit 38 Metern höchsten Punkt der Gemarkung. In den 1990er Jahren wurde der in unmittelbarer Nähe des Wasserturms gelegene, in den 1960ern erbaute „Eiffelturm“ (ein rot/weiß-lackierter Fernsehsendemast aus Metallgitterstreben) durch den höheren Fernmeldeturm Hamburg-Lohbrügge aus Beton ersetzt. Nach den „Sander Tannen“ wurden am Ladenbeker Weg (im ehemaligen Lohbrügger Ortsteil Sande) auch das Fußballstadion des ASV Bergedorf 85 benannt und das Gymnasium Sander Tannen  (53° 29′ 38″ N, 10° 11′ 14″ O). Letzteres bestand jedoch nur von 1971 bis Ende der 1980er Jahre und lief zugunsten der Gesamtschule Bergedorf aus, die 1979 auf dem gleichen Grundstück eröffnet worden war und seit 2010 den Namen Stadtteilschule Bergedorf trägt.